# 唐纳德·布拉什

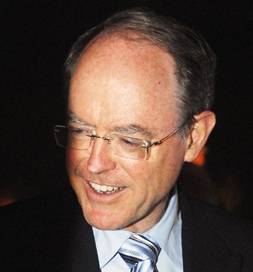
唐纳德·布拉什

唐纳德·托马斯·布拉什博士（Dr.），（1940年9月24日—）澳洲國立大學經濟學博士。为新西兰前政治家，曾任新西兰国家党党魁兼反对党领袖，及行動紐西蘭黨魁。

## 生平
1940年生于新西兰旺阿努伊。于2003年10月28日成为成为主要反对党新西兰国家党领袖,2006年11月23日下台。在此之前，他曾经作为新西兰储备银行行长长达14年。
在2005年9月17日新西兰国会大选之后，新西兰国家党在唐纳德·布拉什的领导下取得了很大的进步。使新西兰国家党在国会内的议席由2002年国会大选惨败时的27席上升至48席，仅次于执政党新西兰工党的50席，成为最大的在野党。但他仍於翌年辭職。
2011年，仍為國家黨員的他宣布參選行動黨領袖。他於4月轉黨後旋即當選，但因行動黨於同年大選表現不佳，他於11月辭職。
布拉什的妻子是華裔人士，名叫李潔蘭（ Je Lan Lee )